# بات فينلاي
بات فينلاي (بالإنجليزية: Pat Finlay)‏ هو لاعب كرة قدم بريطاني في مركز نصف الجناح، ولد في 18 مارس 1938 في بيركنهيد ‏ في المملكة المتحدة. لعب مع نادي ترانمير روفرز.